# 法藏寺 (北京)
法藏寺，位于今北京市东城区幸福东街南口处，是一座汉传佛教寺院，现已无存。

## 简介
法藏寺旧址的所在地原名“霍家桥”，今称“火桥”，尚有“火桥北里”地名。法藏寺在幸福东街南端以东，铁路西侧，旧址今为龙潭路以北、铁路西侧的绿地。火桥北里在铁路东侧，与该绿地隔铁路相望。
法藏寺原名弥陀寺，建于金朝大定年间（1161年—1190年）。明朝景泰二年（1451年），太监裴静善重修，更名为法藏寺。法藏寺内有一座法藏寺塔，俗称“法塔”或“乏塔”。塔在寺的后院。法藏寺毁于清末民初，仅存一塔。
清朝吴长元辑录的《宸垣识略》记载：“法藏寺在霍家桥，俗呼白塔寺，盖弥陀塔也。金大定中建，明景泰间修，更曰法藏。”“法藏寺弥陀塔中空可登”。清末崇彝写的《道咸以来朝野杂记》记载：“九月重阳日游法藏寺，登塔眺远。寺在左安门内，后寺圮，唯塔独存。”清末震钧写的《天咫偶闻》记载：“天坛之东有法藏寺，浮屠十三级，登之所见甚远，都人以重九登高于此。寺已毁尽，惟浮屠仅存，而往者如故。其中容人之地无多，登者蚁附近至绝顶，则才容二客挨肩而过。斗室之中，喘息不得出，竟不知其何乐。”明朝郭正域有诗赞法藏寺曰：“古刹城南寺，莲花处处开。金轮平地转，香雨半天来。清话逢元度，论文有辨才。真如非幻境，云水两徘徊。”因为北方地高风急，所以过去的塔多为实心而无法攀登。法藏寺塔是少有的空心可攀登的塔。旧时每年农历九月初九日重阳节，攀登法藏寺塔的人终日不绝。那时重阳节登高，北京北城居民一般去阜成门外的五塔寺，南城居民一般来法藏寺塔。另外，每年农历正月十五日上元节，法藏寺僧人举办法会，在塔内各层的佛像前点灯，夜晚灯光映照法塔，伴随着法会的梵呗之声。文人将此描绘为“金光明空，乐作天上”，“诸佛诸魔向灯笑”。1966年至1967年间，由于塔身倾斜严重且有裂痕，又由于塔旁铁路由单行线改为双行线，所以法藏寺塔被拆除。
法藏寺塔高约33米，7层、8面，第一层为入口无窗户，其他6层每层有8个窗户（每面一个），每个窗户前有坐佛一尊，每尊佛前有油灯一盏。从第一层的入口进塔后，有砖砌螺旋式台阶，越往上台阶越窄，到第七层只能容两人一上一下。第七层内有两块石碑，刻着该寺建立经过。塔顶为铜制，并有金属条从塔顶暗通到地下，这使该塔不遭雷击。
法藏寺塔是老北京很有名的古迹，也有不少传说故事。法藏寺塔别名“乏塔”。传说鲁班见北京内城西城有五座塔：庆寿寺双塔、万松老人塔、白塔寺、北海白塔，而东城连一座塔也没有，于是和妹妹说想在东城造一座塔，获得妹妹赞同。兄妹俩在杭州西湖仿雷峰塔造了座塔，随后让这塔到北京东城去住。这塔答应后，化身为黑大汉，从杭州往北京东城走，很快走到离北京内城不远处的法藏寺，却因在寺旁贪看别人赌钱玩而误了时辰，天亮了不能再移动，只好现了原形，成了法藏寺塔。北京人说：“鲁班爷修的塔，走累啦，站在这里啦，真是‘乏塔’，咱们就叫它乏塔吧。”
2001年，崇文区园林局曾计划在法藏寺旧址东南的龙潭公园新建“法塔夕照”景区，即在公园西北门附近重建法藏寺塔。这一地点位于法藏寺旧址以东数百米处。但该计划最终并未实施。